# Rede Super
Rede Super é uma rede de televisão brasileira com sede em Belo Horizonte, Minas Gerais fundada em maio de 1997 como Rede de Televisão Comunitária. Atualmente é pertencente à Igreja Batista da Lagoinha desde julho de 2000. A emissora tem uma programação voltada principalmente para o público cristão. O conteúdo da programação é voltado para todas as idades e estilos. Os programas variam a infantis, jornalístico, esportivo, musicais e mensagens cristãs para todas as idades.

## História
Em 1997, os jornalistas Elos Noli, Alberico de Sousa Cruz e Lauro Diniz fundaram a Rede de Televisão Comunitária, do gênero jornalístico, transmitido pelo canal 23 UHF.
No ano 2000, é realizada a compra da Rede de Televisão Comunitária para a Igreja Batista da Lagoinha, sendo assim, transformada em TV Super. As primeiras transmissões do canal na TV paga foi pela NET e posteriormente entrou com o sinal via satélite abrangendo uma maior cobertura. Em 17 de julho de 2002, a igreja adquiriu o canal a cabo local e passou a transmitir 24 horas de programação evangélica.
A partir de 2001, a TV Super transmite todos os ensaios gerais do Diante do Trono, cultos e eventos da Lagoinha, além dos congressos que a igreja e a banda organizam dentro de Belo Horizonte, começando pelo ensaio geral da gravação do álbum Preciso de Ti. Em 2002 a emissora inaugura sua primeira filial em Juiz de Fora, formando a Rede Super, e passa a produzir a primeira fase do Programa Diante do Trono com as apresentações do álbum Nos Braços do Pai. A primeira fase do programa foi a de maior sucesso, sendo exibida pela RedeTV! por alguns anos em rede nacional.
Com o passar dos anos, a Rede Super começa a ganhar retransmissoras no estado de Minas Gerais. Em 2009 a rede teria um momento histórico: a transmissão da gravação do 12.º CD e DVD do Diante do Trono Tua Visão, diretamente da Praça da Estação em Belo Horizonte, na noite de 1.º de agosto.
Em 22 de fevereiro de 2010, assume a presidência da Rede Super o pastor André Valadão. No ano de 2013, a Rede Super produz a segunda fase do Programa Diante do Trono, o qual não teve o mesmo sucesso da primeira fase. Em novembro, a programação do canal chega a Fortaleza através do Canal 54 Fortaleza. A afiliação dura até janeiro de 2014.
Em fevereiro de 2015, a Rede Super passou a transmitir a sua programação no canal 32 UHF. Neste ano a emissora também deixou de ter a Via Brasil TV como afiliada. No dia 2 de agosto, deixou de ser transmitida pelo canal 21. O canal 21 passou a transmitir a TV Senado e atualmente retransmite a TV Novo Tempo.
No dia 3 de outubro de 2016, a Rede Super passou a ficar no ar pelo canal 29 UHF. Em 8 de janeiro de 2018, mudou do canal 55 (55.1 virtual) para o canal 31 (31.1 virtual) em Curitiba, PR.
Em 9 de outubro de 2019, a Rede Super em Belo Horizonte deixa de ser retransmitida no canal 32.1 pela TV Itatiaia, sendo substituída pela TV WSN. Em 12 de outubro de 2019, volta ao ar no canal 21.1, que transmitia a TV Novo Tempo.

### Crise do apagão analógico
A ANATEL deu um prazo até fevereiro de 2016 para a Rede Super entrar no sinal digital ou então seria desligada juntamente com o sinal analógico. Depois, o prazo foi prorrogado para novembro de 2017. Em função disso, em 28 de março de 2017, a Rede Super, através da Lagoinha, começou a campanha 'A Rede Super não pode parar', em que se buscavam R$ 3 milhões para digitalização do sinal da rede e o desligamento do sinal analógico em Belo Horizonte, sob a sentença de fechamento da emissora. Na mesma noite de lançamento, foram arrecadados ao menos R$ 60 mil em doações. Antes do prazo final, o valor de R$ 3 milhões foi arrecadado.

## Cobertura nacional
- Antena parabólica - programação da Rede Super através do satélite Star One D2:
  - Freqüência: 3773 MHz (Banda C) FEC:5/6 Symbol Rate:4166 KBaud Polarização Horizontal[11][12]
  - Freqüência: 12000 MHz (Banda Ku) FEC:5/6 Symbol Rate:29900 KBaud Polarização Vertical (Canal 23)[nota 1][13][14][15]
- Antena parabólica - programação da Rede Super através do satélite Sky Brasil-1:
  - Canal 83[nota 2][16][17]

## Slogans
- 2000-2001: Sua nova televisão de Minas Gerais
- 2001-2002: Juntinho com você
- 2002-2003: Agora a TV Super é Rede Super
- 2003-2004: Muito mais você
- 2004-2006: Somos todos Rede Super
- 2006-2007: É + você
- 2007-2008: Um novo tempo
- 2008-2009: Uma TV Diante do Trono
- 2009-2010 Uma TV ligada em Deus
- 2010-2012: Novo tempo, nova TV
- 2012-presente: Inspirando você!

## Congressos e Eventos
A Rede Super também transmite e cobre eventos, conferências e congressos que ocorrem em Belo Horizonte, assistido por pessoas de dentro e fora do Brasil.
- Conf. Profética do Clamor Pelas Nações
- The Second Wave
- Congresso Diante do Trono[18]
- Confrajovem[19]
- Conf. Infância Protegida
- Conf. do Espírito Santo
- Mulheres Diante do Trono[20]
- Congresso Lagoinha Gerações
- Fest Kids (Especial Dia das Crianças)
- Lagoinha em Adoração e Intercessão
- Conf. Legacy Sisters
- Conf. Lugar Secreto[21]
- Congresso Lagoinha GC

Em fevereiro de 2020 a Rede Super retransmitiu ao vivo o The Send Brasil, evento que reuniu mais de 80 mil pessoas no estádio do Morumbi em São Paulo.